# Goran Dizdar
Goran Dizdar (* 4. Dezember 1958 in Zagreb) ist ein kroatischer Schachspieler und -trainer.
Die kroatische Einzelmeisterschaft konnte er 1995 in Pula gewinnen. Er spielte für Kroatien bei fünf Schacholympiaden: 1992 bis 1996 und 2004 bis 2006. Außerdem nahm er dreimal an den europäischen Mannschaftsmeisterschaften (1992, 1997 und 2005) und einmal an der Mannschaftsweltmeisterschaft (1997) teil. Bei der FIDE-Schachweltmeisterschaft 1999 in Las Vegas scheiterte er in der zweiten Runde an Sergej Movsesjan.
In Deutschland spielte er für die SV 03/25 Koblenz und in Österreich für den SK Absam.
Im Jahre 1980 wurde ihm der Titel Internationaler Meister (IM) verliehen, 1991 der Titel Großmeister (GM). Seit 2010 trägt er den Titel FIDE-Senior-Trainer.
| Hier fehlt eine Grafik, die leider im Moment aus technischen Gründen nicht angezeigt werden kann. Wir arbeiten daran! |